# Лаймстоун (Мен)
Лаймстоун (англ. Limestone) — місто (англ. town) в США, в окрузі Арустук штату Мен. Населення — 2314 осіб (2010).

## Демографія
Згідно з переписом 2010 року, у місті мешкало 2314 осіб у 809 домогосподарствах у складі 489 родин. Було 1011 помешкання
Расовий склад населення:
| - 89,2 % — білих - 7,0 % — чорних або афроамериканців - 1,3 % — корінних американців - 0,7 % — азіатів |

До двох чи більше рас належало 1,4 %. Частка іспаномовних становила 3,8 % від усіх жителів.
За віковим діапазоном населення розподілялося таким чином: 22,0 % — особи молодші 18 років, 62,9 % — особи у віці 18—64 років, 15,1 % — особи у віці 65 років та старші. Медіана віку мешканця становила 34,7 року. На 100 осіб жіночої статі у місті припадало 115,3 чоловіків;  на 100 жінок у віці від 18 років та старших — 116,9 чоловіків також старших 18 років.
Середній дохід на одне домашнє господарство  становив 47 348 доларів США (медіана — 39 643), а середній дохід на одну сім'ю — 50 785 доларів (медіана — 42 596). Медіана доходів становила 37 054 долари для чоловіків та 40 750 доларів для жінок. За межею бідності перебувало 26,7 % осіб, у тому числі 47,2 % дітей у віці до 18 років та 11,8 % осіб у віці 65 років та старших.
Цивільне працевлаштоване населення становило 690 осіб. Основні галузі зайнятості: освіта, охорона здоров'я та соціальна допомога — 26,1 %, роздрібна торгівля — 11,2 %, публічна адміністрація — 11,2 %.